# Księżyzna (Służewo)
Księżyzna – część wsi Służewo, położonej w Polsce, w województwie kujawsko-pomorskim, w powiecie aleksandrowskim, w gminie wiejskiej Aleksandrów Kujawski. Księżyzna znajduje się w okolicach ulicy w Służewie o tej samej nazwie. Na terenie Księżyzny znajduje się cmentarz żydowski. 
W latach 1975–1998 miejscowość administracyjnie należała do województwa włocławskiego.